# 수리산역
수리산역(修理山驛, Surisan station)은 경기도 군포시 산본동에 있는 수도권 전철 4호선의 전철역이다. 대야미역과 산본역의 긴 역간거리로 수도권 광역전철 이용 불편을 겪어오던 지역 주민들의 청원에 따라, 추가적으로 신설하게 되었다. 본래 역명은 도장역이었으나, 개통 직후 인근에 위치한 수리산에서 본떠 개칭했으며, 사실상 역 주변은 대부분 주거 지역으로 수리산 등산로 입구와는 조금 거리가 있다. 이 역에서 대야미역 사이에 교류 간 절연 구간이 있다.

## 연혁
- 2003년 7월 18일 : 개업[1]
- 2004년 12월 10일 : 철도승차권 단말기 철거[2]
- 2010년 9월 1일 : 무배치간이역으로 격하

## 역 구조
2면 2선의 상대식 승강장이며, 스크린도어가 설치되어 있다. 출구는 3개다.

### 승강장
| ↑ 산본   |
| \| ２    |
| 대야미 ↓ |

| 1 | ● 수도권 전철 4호선 | 산본 · 금정 · 사당 · 서울 · 한성대입구 · 상계 · 불암산 방면 |
| 2 | ● 수도권 전철 4호선 | 상록수 · 안산 · 오이도 방면                                 |

## 역 주변
- 도장초등학교
- 수리고등학교
- 수리산 도립공원(산림욕장 입구)
- 오금동우체국
- 철쭉동산
- 흥진고등학교
- 오금초등학교
- 군포소방서
- 흥진중학교
- 흥진초등학교

## 승차량 변동
군포시 오금동의 경계에 있기 때문에 이용객이 적은 편이다.
| 역 노선 | 승차 인원 | 승차 인원 | 승차 인원 | 승차 인원 | 승차 인원 | 승차 인원 | 승차 인원 | 승차 인원 | 승차 인원 | 승차 인원 | 승차 인원 | 승차 인원 | 승차 인원 | 승차 인원 | 승차 인원 | 승차 인원 | 승차 인원 | 승차 인원 | 승차 인원 | 승차 인원 | 주 석 |
| 역 노선 | 2003년    | 2004년    | 2005년    | 2006년    | 2007년    | 2008년    | 2009년    | 2010년    | 2011년    | 2012년    | 2013년    | 2014년    | 2015년    | 2016년    | 2017년    | 2018년    | 2019년    | 2020년    | 2021년    | 2022년    | 주 석 |
| ------- | --------- | --------- | --------- | --------- | --------- | --------- | --------- | --------- | --------- | --------- | --------- | --------- | --------- | --------- | --------- | --------- | --------- | --------- | --------- | --------- | ----- |
| 4호선   | 4617      | 7209      | 4806      | 4788      | 4275      | 6794      | 4995      | 3663      | 3591      | 3395      | 3135      | 3552      | 3432      | 4764      | 4706      | 4579      | 4538      | 3437      | 3481      | 3789      | [ 3 ] |

## 인접한 역
| 안산선               | 안산선                   | 안산선                 |
| -------------------- | ------------------------ | ---------------------- |
| 445 산본 불암산 방면 | ● 수도권 전철 4호선 완행 | 447 대야미 오이도 방면 |

## 사진

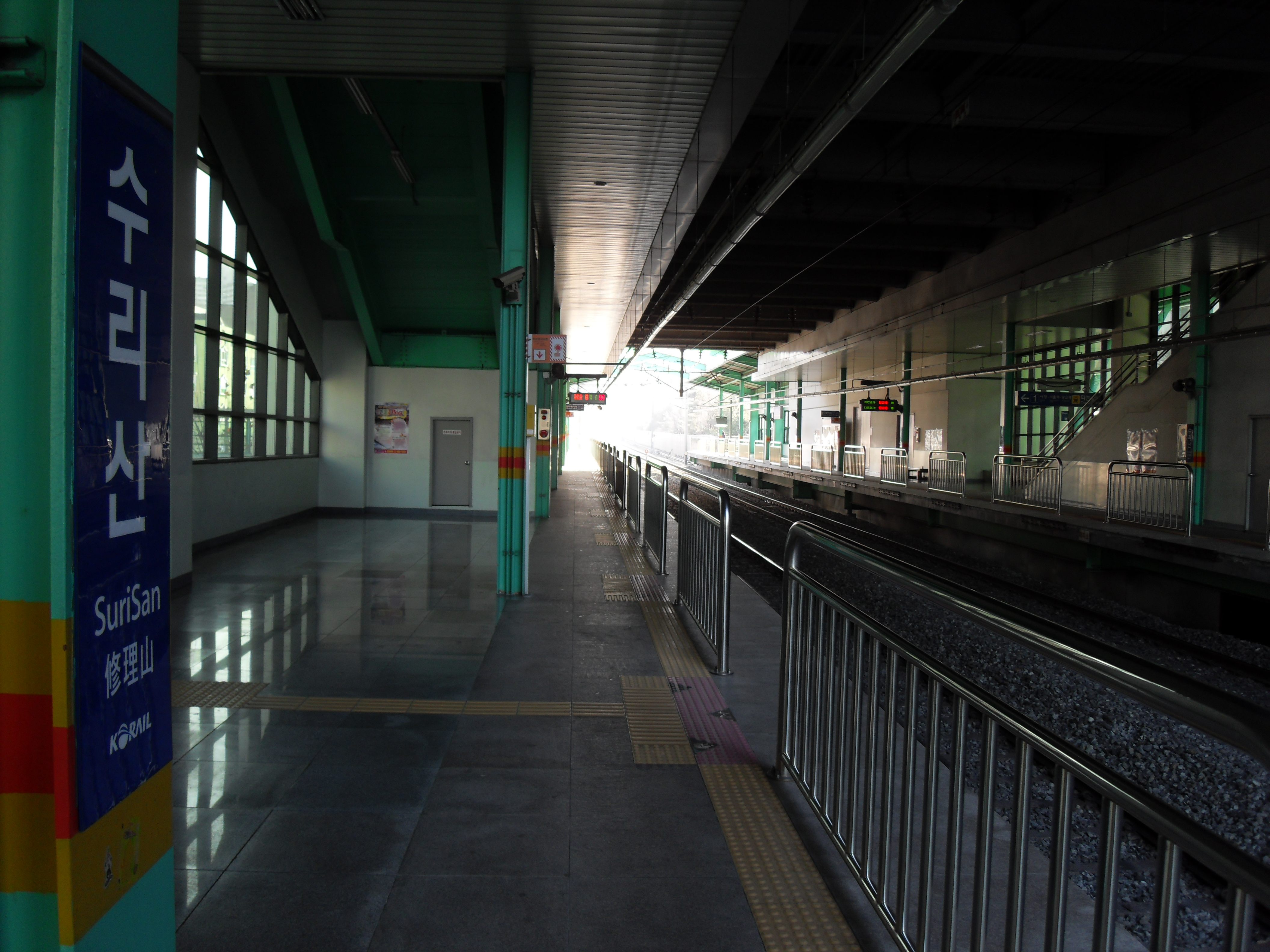
승강장
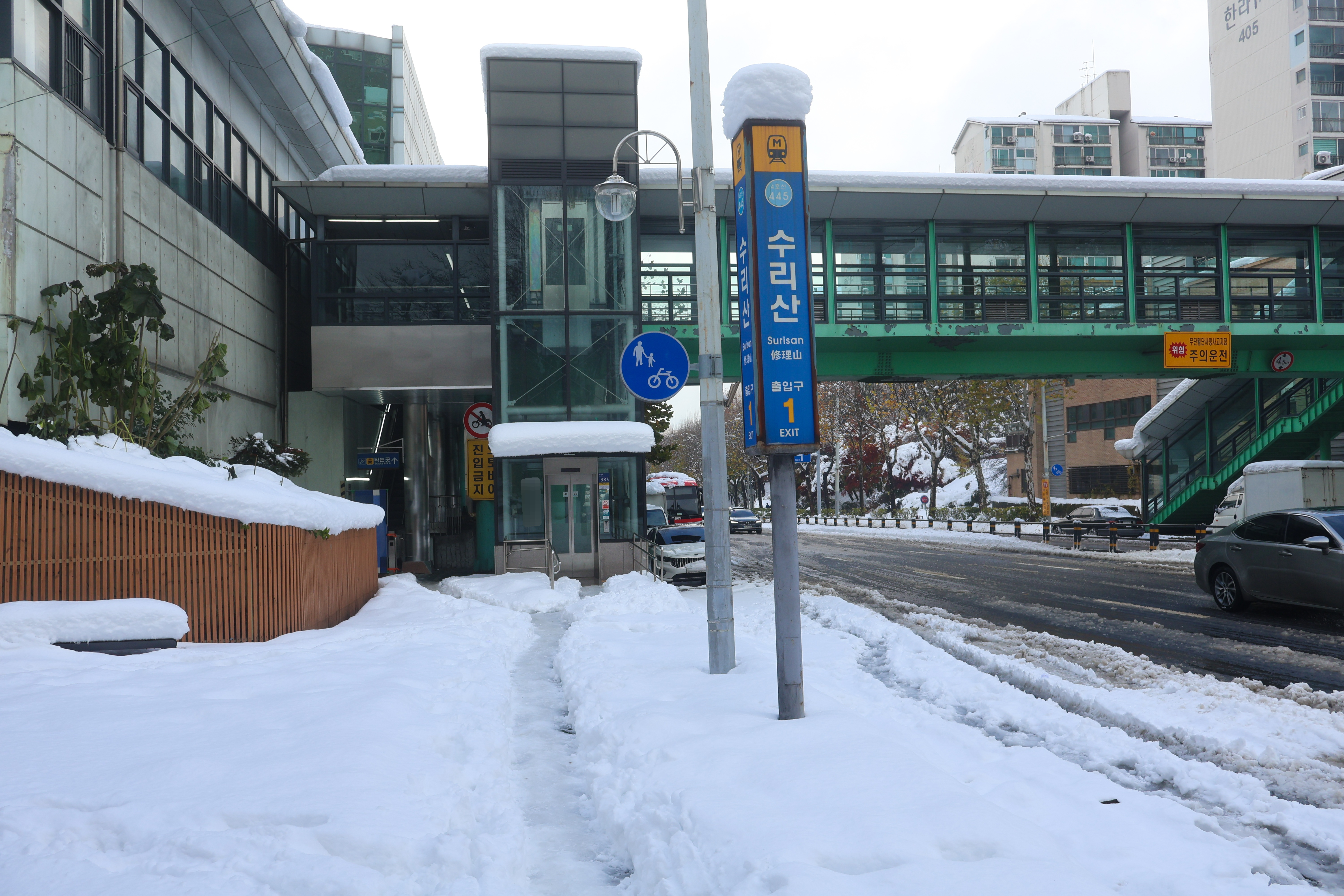
1번출구